# Márcia Moura
Márcia Maria Souza da Costa Moura de Paula (Três Lagoas, 20 de setembro de 1959) é uma professora universitária e política brasileira. Foi prefeita de Três Lagoas.

## Biografia
Graduada em Letras pela Universidade Federal de Mato Grosso do Sul (UFMS) desde 1983, mestre em Linguística Aplicada pela Universidade Estadual de Campinas (Unicamp) desde 1996 e doutora em Linguística Aplicada pela Pontifícia Universidade Católica de São Paulo (PUC/SP), é casada com Sebastião de Paula, tendo dois filhos: Gustavo e Murilo.
É professora licenciada do curso de Letras da Universidade Federal de Mato Grosso do Sul, antes sendo tradutora intérprete e professora de dança.

### Carreira política
Eleita vereadora em 1996, foi reeleita em 2000. Concorreu novamente em 2004, mas não obteve novo mandato.
Foi secretária municipal de Cultura em 2005, assumindo a recém-criada Secretaria Municipal de Educação e Cultura em 2006. Em 2008, foi eleita vice-prefeita na chapa de Simone Tebet.
Assumiu em 2009 o cargo de secretária municipal de Desenvolvimento Econômico. No ano seguinte, tornou-se prefeita, após a renúncia de Simone.
Foi reeleita prefeita em 2012. Em 2016, anunciou que deixará a vida pública ao encerrar o mandato.

#### Denúncias e processos judiciais
Após assinar Termo de Ajustamento de Conduta (TAC) junto ao Ministério Público do Estado de Mato Grosso do Sul (MPMS), a prefeita foi obrigada a demitir 100 servidores por suspeita de nepotismo em março de 2016.
Em maio do mesmo ano, teve os bens bloqueados pela Justiça Federal; assim como a secretária municipal de Planejamento e Gestão, Carmen Lúcia Ribeiro Goulart; em ação de improbidade administrativa ajuizada pelo Ministério Público Federal (MPF) por suspeita de não implantação de medidas de segurança e sinalização no cruzamento da avenida Antônio Trajano com a rodovia BR-158, o que provocou 12 mortes em três anos.
No mês de setembro, a Câmara Municipal autorizou a abertura de uma Comissão Processante contra a prefeita, por suspeita de irregularidades em um termo aditivo de R$ 45 mil em um contrato entre o município e a empresa Simpa Assessoria & Planejamento, destinado ao registro dos bens móveis da prefeitura.